# Stauros Papastaurou (politico)
Stauros Papastaurou (in greco Σταύρος Παπασταύρου?, traslitterato anche Stavros Papastavrou; Nea Smyrnī, 23 luglio 1967) è un politico greco.

## Biografia
È nato a Nea Smyrnī il 23 luglio 1967 da Nikos e Fanī Papastaurou. Si è diplomato nel 1985 presso l'Athens College di Atene. Nel 1990 si è laureato con lode e come valedictorian presso la Facoltà di Giurisprudenza dell'Università Nazionale Capodistriana di Atene e si è recato negli Stati Uniti d'America con una borsa di studio della Fondazione Statale per le Borse di Studio (IKU) per frequentare la Harvard Law School, dove ha conseguito un Master of Laws con lode nel 1992, specializzandosi in diritto internazionale, diritto europeo e diritto economico internazionale, e dove è stato candidato al dottorato di ricerca tra il 1994 e il 1996.
Nel 1996 ha lavorato a Washington presso lo studio legale Steptoe & Johnson LLP per poi tornare in Grecia nel 1997 dove ha iniziato a lavorare per lo studio legale Zepos & Yannopoulos nel settore bancario-finanziario. Ha partecipato come consulente legale a diverse operazioni finanziarie tra cui l'ingresso di Cosmote nella borsa greca e l'acquisto di una quota di minoranza in Emporiki Bank da parte della banca francese Crédit Agricole. Successivamente ha aperto uno studio legale in associazione con altri avvocati.

### Carriera politica
Attivo già dagli anni '90 nell'organizzazione giovanile del partito Nuova Democrazia (ONNED), è stato funzionario del Comitato centrale e dell'Ufficio esecutivo di ONNED. Il Presidente del partito Kōstas Karamanlīs lo ha nominato nella lista per le elezioni europee del 1999 su suggerimento dell'ex Ministro della difesa Iōannīs Varvitsiōtīs, venendo ricandidato anche nel 2009, sebbene non sia risultato eletto in nessuna delle due consultazioni. Nel governo di Karamanlīs è stato nominato nel 2004 come Segretario delle relazioni internazionali.
Nel giugno 2023 è stato nominato Ministro di Stato nel secondo governo di Kyriakos Mītsotakīs, con deleghe relative agli investimenti e al coordinamento delle politiche per le persone con disabilità. Successivamente nel marzo 2024 si dimise per aver partecipato ad un incontro con l'imprenditore Evangelos Marinakis, proprietario del quotidiano To Vima, al centro di una controversia inerente la pubblicazione di registrazioni audio modificate inerenti l'incidente ferroviario di Tempi. Il 14 marzo 2025 è stato nominato Ministro dell'ambiente e dell'energia nel medesimo governo.